# Kanton Thue et Mue
Thue et Mue   ( voorheen Bretteville-l'Orgueilleuse ) is een kanton van het Franse departement Calvados. Het kanton maakt deel uit van de arrondissementen  Caen (8) en Bayeux (18).

Het telt 27.917 inwoners in 2018.

Het kanton werd gevormd ingevolge het decreet van 17  februari 2014 met uitwerking op 22 maart 2015.
Het decreet van 24 februari 2021 heeft de naam van het kanton aangepast aan de naam van zijn hoofdplaats.

## Gemeenten
Het kanton Bretteville-l'Orgueilleuse omvatte bij zijn oprichting 40 gemeenten.
Op 1 januari 2016 werden de gemeenten Rots, Lasson en Secqueville-en-Bessin samengevoegd tot de fusiegemeente (commune nouvelle) Rots
Op 1 januari 2017
- werden de gemeenten Bretteville-l'Orgueilleuse, Brouay, Cheux,  Mesnil-Patry, Putot-en-Bessin en Sainte-Croix-Grand-Tonne samengevoegd tot de fusiegemeente (commune nouvelle)  Thue et Mue.
- werden de gemeenten Amblie, Lantheuil en Tierceville samengevoegd tot de fusiegemeente (commune nouvelle) Ponts sur Seulles
- werden de gemeenten Creully, Saint-Gabriel-Brécy en Villiers-le-Sec samengevoegd tot de fusiegemeente (commune nouvelle) Creully sur Seulles
- werden de gemeenten Coulombs, Cully, Martragny en Rucqueville samengevoegd tot de fusiegemeente (commune nouvelle) Moulins en Bessin. Tegelijk werd deze gemeente overgeheveld van het arrondissement Caen naar het arrondissement Bayeux.

Sindsdien omvat het kanton volgende 26 gemeenten: 
- Audrieu
- Bény-sur-Mer
- Bucéels
- Cairon
- Carcagny
- Colombiers-sur-Seulles
- Creully sur Seulles
- Cristot
- Ducy-Sainte-Marguerite
- Fontaine-Henry
- Fontenay-le-Pesnel
- Le Fresne-Camilly
- Juvigny-sur-Seulles
- Loucelles
- Moulins en Bessin
- Ponts sur Seulles
- Reviers
- Rosel
- Rots
- Saint-Manvieu-Norrey
- Saint-Vaast-sur-Seulles
- Tessel
- Thaon
- Thue et Mue
- Tilly-sur-Seulles
- Vendes